# Will Davis
William Arthur "Will" Davis (28 de julho de 1877, data de morte desconhecida) foi um ciclista francês, natural da Inglaterra. Dedicou-se principalmente ao ciclismo de pista, disciplina na qual representou França nos Jogos Olímpicos de Verão de 1900 em Paris, onde competiu na prova de velocidade, sendo eliminado nas quartas de final.